# 蔡家作
蔡家作，男，祖籍廣東客家，出生于廣東揭西，中國共產黨黨員，中國大陸政治人物、軍事人物、中華人民共和國解放軍少將軍階。
歷任驻香港部队筹备小组组长、驻香港部队参谋长、湖南省军区副司令员等職務。